# Angelika Klein

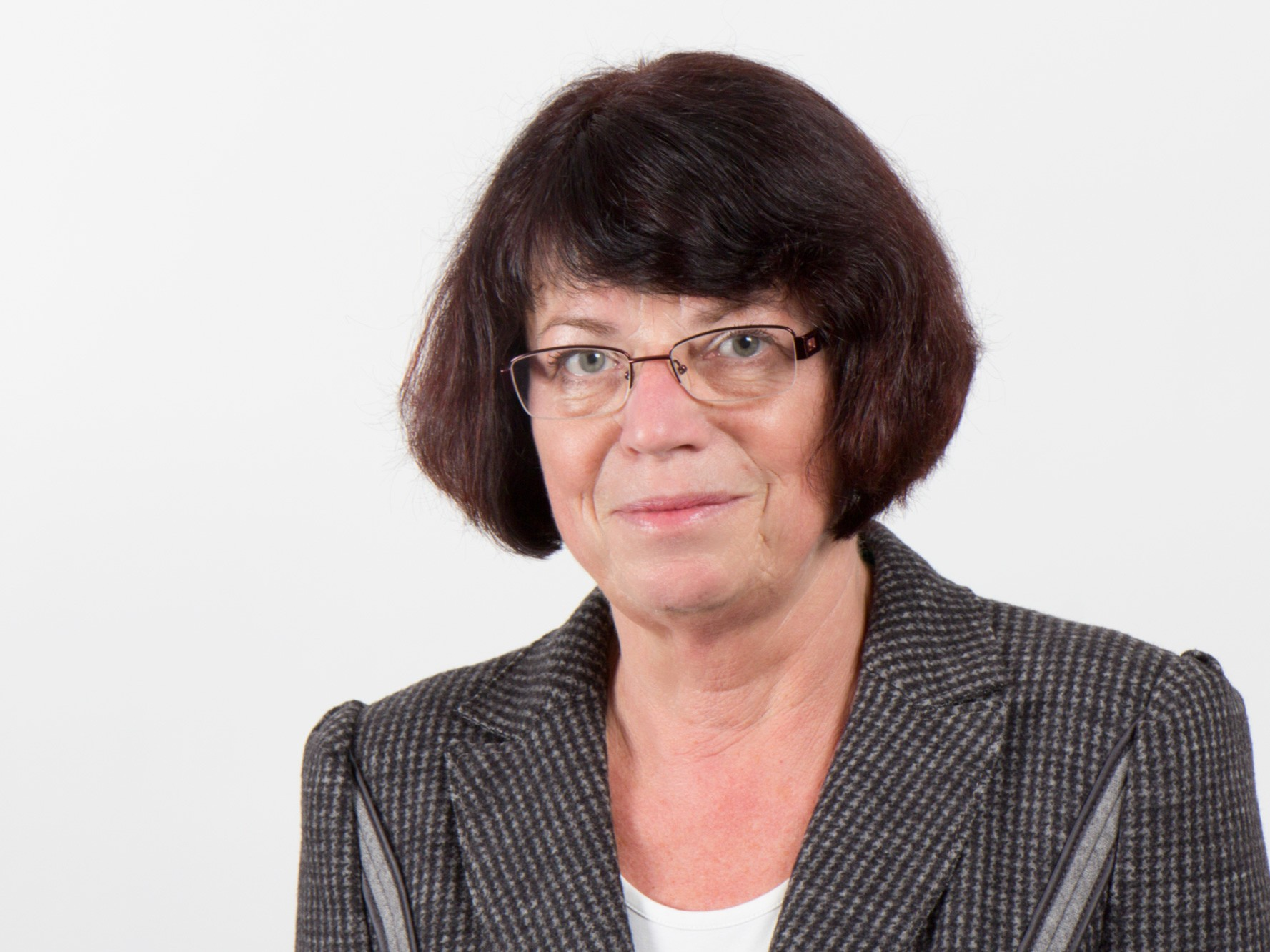
Angelika Klein, 2012

Angelika Klein (* 21. Juli 1951 in Garnsdorf) ist eine deutsche Politikerin (Die Linke). Von 2014 bis 2021 bekleidete sie das Amt der Landrätin des Landkreises Mansfeld-Südharz.

## Leben und Beruf
Angelika Klein wuchs in Zwickau auf und machte 1970 ihr Abitur an der Spezialoberschule für die Vorbereitung auf das Russischlehrerstudium in Wickersdorf (Thüringen).
Es folgte ein Studium an der Martin-Luther-Universität Halle zur Diplomlehrerin für Staatsbürgerkunde und Geschichte. An das Studium schloss sich ein Forschungsstudium am Bereich Allgemeine Geschichte der Martin-Luther-Universität an. Sie promovierte 1978 zum Thema Verhältnis von Parteien und Gewerkschaften in der II. Internationale (1900 - 1914) und 1985 über das Thema Geschichte der Bezirksparteiorganisation Halle der SED von 1955 - 1961. Sie war von 1977 bis 1993 wissenschaftliche Assistentin der Martin-Luther-Universität Halle-Wittenberg.
Danach war sie 1993/1994 arbeitslos bzw. 1994/1995 in einer ABM-Beschäftigung bei Courage e.V. Halle tätig.

Von 1995 an war sie Regionalgeschäftsführerin der PDS Halle/Saalkreis und von 1999 bis 2002 wissenschaftliche Mitarbeiterin bei Heidemarie Ehlert, Mitglied des Deutschen Bundestages in Bonn und Berlin.
Sie ist verwitwet und hat zwei Kinder.

## Partei
Sie trat 1969 in die SED ein und war von 1987 bis 1989 Sekretär der Bezirksleitung Halle. Sie wurde 1993 bis 1995 Mitglied des PDS-Stadtvorstands Halle und von 1999 bis 2003 stellvertretende Landesvorsitzende ihrer Partei. Seitdem gehört sie auch dem Landesvorstand als Mitglied an. Zudem war sie von 2004 bis 2007 Mitglied im Kreistag Mansfelder Land und seit 2007 im Kreistag Mansfeld-Südharz.

## Abgeordnete
Für die PDS zog sie 2002 (4. Wahlperiode) in den Landtag von Sachsen-Anhalt ein, wo sie für die Linksfraktion im Ausschuss für Finanzen sowie im Ausschuss Rechnungsprüfung saß. Zudem ist sie Mitglied der Enquête-Kommission Die Gestaltung einer zukunftsfähigen Personalentwicklung im öffentlichen Dienst des Landes Sachsen-Anhalt.

## Landrätin
Bei der Landratswahl am 15. Juni 2014 im Landkreis Mansfeld-Südharz setzte sie sich in der Stichwahl gegen den bisherigen Landrat Dirk Schatz (CDU) durch. Die Vereidigung zur Landrätin erfolgte am 16. Juli 2014.
Zur Landratswahl 2021 trat Klein altersbedingt nicht erneut an. Ihr Nachfolger wurde André Schröder (CDU). Klein begann ihre Rente.